# 北丸之内
北丸之内（きたまるのうち）は、三重県津市にある地名。丁番を持たない単独町名である。

## 地理
津市の中央部に位置し、東に新立町津と北町津、北東に万町津、西に丸之内養正町、南に中央、北に鳥居町と接している。

### 河川
- 安濃川

## 世帯数と人口
2019年（令和元年）6月30日現在の世帯数と人口は以下の通りである。
| 大字     | 世帯数  | 人口  |
| -------- | ------- | ----- |
| 北丸之内 | 213世帯 | 377人 |

### 人口の変遷
国勢調査による人口の推移
| 1995年（平成7年）  | 579人 | [ 5 ] |  |
| 2000年（平成12年） | 474人 | [ 6 ] |  |
| 2005年（平成17年） | 425人 | [ 7 ] |  |
| 2010年（平成22年） | 477人 | [ 8 ] |  |
| 2015年（平成27年） | 455人 | [ 9 ] |  |

### 世帯数の変遷
国勢調査による世帯数の推移
| 1995年（平成7年）  | 203世帯 | [ 5 ] |  |
| 2000年（平成12年） | 189世帯 | [ 6 ] |  |
| 2005年（平成17年） | 173世帯 | [ 7 ] |  |
| 2010年（平成22年） | 211世帯 | [ 8 ] |  |
| 2015年（平成27年） | 203世帯 | [ 9 ] |  |

## 学区
市立小・中学校に通う場合、学区は以下の通りとなる。小中学校共に共通学区になっている。
| 小学校                            | 中学校                                |
| --------------------------------- | ------------------------------------- |
| 津市立養正小学校 津市立敬和小学校 | 津市立西橋内中学校 津市立東橋内中学校 |

## 交通
- 国道23号

## 施設
- 武内病院
- 榎之下公園

## その他

### 日本郵便
- 郵便番号 : 514-0031[3]（集配局：津中央郵便局[11]）。